# ژان کلود مپسی
ژان کلود مپسی (انگلیسی: Jean-Claude Mpassy؛ زادهٔ ۲۷ مهٔ ۱۹۸۶) بازیکن فوتبال اهل آلمان است.
از باشگاه‌هایی که در آن بازی کرده‌است می‌توان به باشگاه فوتبال زاربروکن، باشگاه فوتبال هانزا روستوک، و باشگاه فوتبال کایزرسلاوترن اشاره کرد.
وی همچنین در تیم ملی فوتبال کنگو بازی کرده‌است.